# Pearl S. Buck
Pearl Sydenstricker Buck (leánykori nevén Pearl Comfort Sydenstricker) (Hillsboro, Nyugat-Virginia, 1892. június 26. – Danby, Vermont, 1973. március 6.)  amerikai írónő volt, aki Pearl S. Buck néven vált ismertté. Egyike volt kora legnépszerűbb íróinak, különösen Kínában játszódó regényei kapcsán, de szintén ismert volt humanista, filantróp tevékenységéről és harcáról a nők jogaiért. A termékeny szerző 1932-ben Pulitzer-díjat, 1938-ban pedig Irodalmi Nobel-díjat kapott.

## Élete
Pearl Comfort Sydenstricker Buck a Nyugat-Virginiai Hillsboroban született Caroline Stulting és Absalom Sydenstricker presbiteriánus misszionáriusok gyermekeként. Pearl három hónapos volt, amikor a család a kínai Csincsiang városába költözött. Kínában nőtt fel, és hamarabb kezdett kínaiul beszélni, mint angolul. Első tanárai egy Mr. Kung nevű, konfucionista tudós, illetve az édesanyja voltak.
Az 1899–1901 közt zajló bokszerlázadás nagy hatással volt a családra. Kínai barátaik a misszionáriusok kegyetlenkedéseiről szóló hírek miatt elfordultak tőlük, és egyre kevesebb nyugati ember merészkedett a környékre. Pearl S. Buck édesanyjával és húgával Sanghaj relatív biztonságába menekült, ahol majdnem egy évet töltöttek. 1901 júliusában az egész család San Franciscóba hajózott, és csak a következő évben tértek vissza Kínába.
Egy sanghaji bentlakásos iskolában töltött két év után 1910-ben újra elhagyta Kínát, hogy tanulmányait a Virginiai Randolph-Macon női főiskolán folytassa. Miután 1914-ben diplomát szerzett, visszatért Kínába. Két évet súlyos beteg édesanyja ápolásával töltött, majd 1917. május 13-án férjhez ment John Lossing Buck amerikai misszionáriushoz. Édesanyja gyógyulása után egy észak-kínai faluba költöztek, ahol megismerte a legszegényebb kínaiak mindennapi életét. Később ezekre az élményekre építette Az édes anyaföld című regényét.
1920 és 1933 között Nanking (Nanjing) városában dolgoztak mindketten egyetemi tanárként. Pearl angol irodalmat, férje pedig mezőgazdaságtant és szociológiát tanított.1926-ban Pearl S. Buck rövid időre visszatért az Egyesült Államokba, hogy diplomát szerezzen a Cornell Egyetemen.
1921-ben Pearl édesanyja meghalt, apja pedig hozzájuk költözött. Ugyanebben az évben lányuk született, Carol, aki az abban az időben még nem diagnosztizált fenilketonúriában szenvedett, és akinél ez a ritka anyagcsere-betegség szellemi fogyatékossághoz vezetett. A kislányt végül egy speciális intézetben helyezték el. Fájdalmát és a kórral való küzdelmét A gyermek, aki sohasem nőtt fel című könyvében örökítette meg. A szülés közben kiderült, hogy méhdaganata van, és az ezt követő műtét miatt nem lehetett több gyereke. 1925-ben a pár örökbe fogadott egy Janice nevű kislányt, később pedig további gyerekeket is, így Pearl álma a nagy családról valóra vált.
Az úgynevezett "nankingi incidens" idején, 1927 márciusában, a Buck család egy napig rejtőzött, míg egy amerikai hajó Sanghajba menekítette őket. A következő évet Japánban, Unzen városában töltötték. Ezt követően a továbbra is fennálló veszély ellenére visszaköltöztek Nankingba.
1935-ben Pearl S. Buck elvált első férjétől, és hozzáment Richard Walsh-hoz, a John Day Company könyvkiadó elnökéhez, akivel Pennsylvaniába költöztek. Hatvan holdas farmjukat Pearl „Green Hills Farm”-nak nevezte el. Itt töltötte élete következő 38 évét.
Pearl S. Buck 80 éves korában hunyt el tüdőrákban, a vermonti Danby városában. Kérése szerint a Green Hill Farmon temették el, egy kőrisfa alatt. Sírkövén, melyet saját maga tervezett, csak kínaiul szerepel a Pearl Sydenstricker név.

## Írásai
Pearl S. Buck a húszas években kezdett novellákat és esszéket publikálni különféle magazinokban, például a Nation, a The Chinese Recorder, az Asia és az Atlantic Monthly című lapokban. Első regényét Keleti szél, nyugati szél címmel a John Day Company adta ki 1930-ban.
A következő évben újabb könyve jelent meg, Az édes anyaföld, amely azonnal bestsellerré vált, Pulitzer-díjat nyert, az MGM stúdió pedig 1937-ben filmet készített belőle. A film főszerepét játszó Luise Rainer játékáért Oscar-díjat kapott.
Ezt követően gyors egymásutánban számos regényt és egyéb írást publikált. Kevesebb, mint egy évtizeddel első könyve megjelenése után ő lett az első amerikai nő, akit irodalmi Nobel-díjjal jutalmaztak. Haláláig több, mint hetven könyvet írt, regényei mellett novellásköteteket, életrajzokat, versesköteteket, színdarabokat, gyerekkönyveket és kínaiból fordított műveket.
Könyveinek fordításai népszerűek voltak Magyarországon is, de a második világháború után nagyrészt feledésbe merültek.

## Humanitárius tevékenysége
Pearl S. Buck szenvedélyes emberi jogi aktivista volt. Miután végleg Amerikába költözött, belevetette magát a nők és a kisebbségek jogaiért folyó kampányba.
1949-ben, felháborodva azon, hogy a meglevő, örökbefogadásokat intéző ügynökségek az ázsiai vagy félvér gyerekeket nem tekintették adoptálhatónak, megalapította a Welcome House Inc. ügynökséget, az első olyat, ami különféle földrészekről származó gyerekek örökbeadásával foglalkozik. Az ügynökség eddigi ötvenéves működése során több, mint 5000 gyereket helyezett el.
Az ázsiai származású amerikai gyerekek további támogatására 1964-ben létrehozta a Pearl S. Buck Alapítványt, ami gyerekek ezreit támogatja fél tucatnyi ázsiai országban.

## Könyvei

### Regények
- Kwei-lan vergődése / Keleti szél, nyugati szél – (East Wind – West Wind), 1930
- Az édes anyaföld / A boldogság ára – (The Good Earth), 1931
- A három fiú (Sons), 1933
- Az édes anyám (The Mother), 1933
- A széthulló család (A House Divided), 1935
- Büszke szív (The Proud Heart), 1938
- The Patriot (1939)
- Other Gods (1940)
- China Sky (1941)
- Sárkányivadék / Sárkányok ivadéka – (Dragon Seed), 1942
- Az ígéret (The Promise), 1943
- Egy házasság története (Portrait of a Marriage), 1945
- Asszonyok háza / Nők pagodája – (Pavilion of Women), 1946
- The Big Wave (1947)
- The Angry Wife (1947) (John Sedges álnéven)
- A kínai rabszolgalány (Peony) (1948)
- A Long Love (1949) (John Sedges álnéven)
- God's Men (1951)
- The Hidden Flower (1952)
- Come, My Beloved (1953)
- Voices in the House (1953) (John Sedges álnéven)
- Az utolsó kínai császárné (Imperial Woman), 1956
- Levél Pekingből (Letter from Peking), 1957
- Command the Morning (1959)
- Satan Never Sleeps (1962)
- The Living Reed (1963)
- Death in the Castle (1965)
- The Time is Noon (1966)
- Matthew, Mark, Luke and John (1967)
- The New Year (1968)
- Liang asszony három lánya (The Three Daughters of Madame Liang), 1969
- Mandala (1970)
- The Goddess Abides (1972)
- All Under Heaven (1973)
- The Rainbow (1974)

### Életrajzok
- Száműzetés (The Exile: Portrait of an American Mother), 1936 – az írónő édesanyjáról
- Harcos angyal (Fighting Angel), 1936 – az írónő apjáról

### Önéletrajzok
- My Several Worlds (1954)
- A Bridge For Passing (1962)

### Egyéb próza
- Of Men and Women (1941)
- A gyermek, aki sohasem nőtt fel (The Child Who Never Grew), 1950
- My Several Worlds (1954)
- For Spacious Skies (1966)
- The People of Japan (1966)
- The Kennedy Women (1970)
- China as I See It (1970)
- The Story Bible (1971)
- Pearl S. Buck's Oriental Cookbook (1972)

### Novelláskötetek
- The First Wife and Other Stories (1933)
- Today and Forever: Stories of China (1941)
- Twenty-Seven Stories (1943)
- Far and Near: Stories of Japan, China, and America (1949)
- Fourteen Stories (1961)
- Hearts Come Home and Other Stories (1962)
- Stories of China (1964)
- Escape at Midnight and Other Stories (1964)
- The Good Deed and Other Stories of Asia, Past and Present (1969)
- Once Upon a Christmas (1972)
- East and West Stories (1975)
- Secrets of the Heart: Stories (1976)
- The Lovers and Other Stories (1977)
- Mrs. Stoner and the Sea and Other Stories (1978)
- The Woman Who Was Changed and Other Stories (1979)
- The Old Demon
- The Enemy

## Magyarul
- Az édes anyaföld. Regény; ford. Kosáryné Réz Lola; Palladis, Bp., 1933 (Három pengős regények)
- Kwei-Lan vergődése. Regény; ford. Zigány Árpád; Palladis, Bp., 1934 (Félpengős regények)
  - (Keleti szél, nyugati szél címen is)
- A három fiú. Regény; ford. Kosáryné Réz Lola; Palladis, Bp., 1936 (Három pengős regények)
- Az anya. Regény; ford. Kosáryné Réz Lola; Palladis, Bp., 1936
- Az én édesanyám. Regény; ford. Kosáryné Réz Lola; Palladis, Bp., 1938
- Az ősi föld hazahív. Regény; ford. Moharné Dobó Éva; Palladis, Bp., 1939
- Büszke szív; ford. Kosáryné Réz Lola; Palladis, Bp., 1939
- Faragott képek. Regény; ford. G. Beke Margit; Palladis, Bp., 1940
- A széthulló család. Regény; ford. Balogh Barna; Palladis, Bp., 1942
- Omlik a nagy fal. Kínai elbeszélések; ford. Kosáryné Réz Lola; Palladis, Bp., 1943
- Sárkányivadék. Regény; ford. Sőtér István; Palladis, Bp., 1946
- Az ígéret. Regény; ford. S. Bokor Malvin; Dante, Bp., 1947
- Egy házasság története. Regény; ford. Kosáryné Réz Lola; Dante, Bp., 1948
- Asszonyok háza. Regény; ford. Devecseriné Guthi Erzsi; Dante, Bp., 1948
- Keleti szél, nyugati szél; ford. Zigány Árpád; Magyar Könyvklub, Bp., 1993
  - (Kwei-Lan vergődése címen is)
- Sárkányok ivadéka; ford. Losonci Gábor; Erasmus, Bp., 1997
- Az utolsó kínai császárné; ford. Sziklai István; Tericum, Bp., 2003
- Nők pagodája; ford. Novák Petra; Tericum, Bp., 2008
- Liang asszony három lánya; ford. F. Joannovics Mária; Tericum, Bp., 2009
- A boldogság ára; ford. Szám István; Tericum, Bp., 2010
- A kínai rabszolgalány; ford. Barta Judit; Tericum, Bp., 2011
- Az ígéret; ford. G. Szilágyi Zsófia; Tericum, Bp., 2012

## Díjak
- Pulitzer-díj (1932)
- Irodalmi Nobel-díj (1938)